# Dragsminde
Dragsminde er det ene af to udløb fra den afvandende Rødby Fjord. Afvandingskanalerne er det eneste der er tilbage af den tidligere fjord. Det andet udløb, som er hovedudløbet, ligger ved Kramnitse, hvor der er en stor pumpestation.
54°40′42.33″N 11°18′31.73″Ø / 54.6784250°N 11.3088139°Ø